# Новицький Степан Михайлович
Степан Михайлович Новицький (псевдо: «Вій», «Вадим», «В'юн», «Спец», «Степ») (12 грудня 1905, м. Тернопіль — 25 жовтня 1944, Равщина) — військовий референт Крайової Екзекутиви ОУН ЗУЗ, шеф військового штабу крайового проводу ОУН ЗУЗ, військовий інспектор крайового штабу УПА-Захід.

## Життєпис

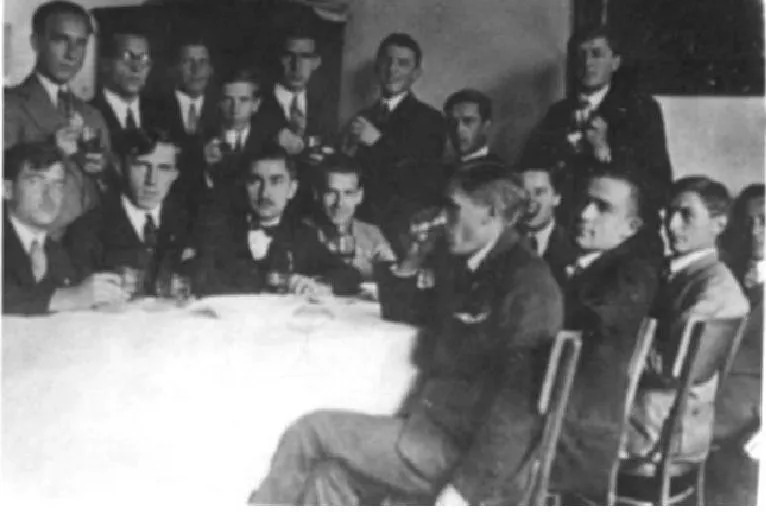
Курінна рада пластового куреня «Червона Калина». Сидять зліва направо: Степан Охримович, Володимир Калинович, Володимир Ерденберґер, Євген Пеленський, Богдан Чехут, Осип Грицак, Роман Ерденберґер, Степан Новицький, Михайло Поточняк. Стоять зліва направо: Осип Тюшка, Н, Остап Каратницький, Степан Бандера, Юліан Гошовський, Ярослав Рак, Ярослав Падох, Роман Щуровський. Львів, «Академічний дім», 21 жовтня 1928 р.

Народився 12 грудня 1905 в місті Тернополі, за іншими даними у селі Григорів, тепер Рогатинського району Івано-Франківської області. Був членом Пласту, курінь «Червона Калина».
Навчався у Стрийській та Яворівській гімназіях, закінчив навчання у 1927. Згодом студент Львівської політехніки.
Член УВО, а згодом ОУН. Неодноразово перебував у польських в'язницях.
У 1940 році військовий референт та заступник провідника КЕ ОУН ЗУЗ, а також керівник повстанського штабу у Львові. Протягом 1940—1941 військовий референт КЕ ОУН в Кракові, паралельно викладає на старшинських курсах ОУН.
У 1941—1942 військовий референт Дрогобицької області, заступник військового референта і керівник військового штабу Крайового Проводу ОУН ЗУЗ. У 1943 заступник командира УНС, а через рік військовий інспектор КВШ УПА-Захід.
Загинув у бою з більшовиками 15 жовтня 1944. З цього числа йому посмертно присвоєно звання сотник.